# Julus carpathicus
Julus carpathicus är en mångfotingart som beskrevs av Karl Wilhelm Verhoeff 1907. Julus carpathicus ingår i släktet Julus och familjen kejsardubbelfotingar. Inga underarter finns listade i Catalogue of Life.